# Mohamed Zran
Mohamed Zran (23 de agosto de 1959) es un director de cine y guionista tunecino. Su película Le casseur de pierres se proyectó en la sección Un certain regard en el Festival de Cannes de 1990.

## Filmografía
- Virgule (1987)
- Le casseur de pierres (1989)
- Ya nabil (1993)
- Essaïda (1996)
- Le chant du millénaire (2002)
- Le prince (2004)